# Mouvements sociaux de 1968 en Allemagne et Europe de l'Est

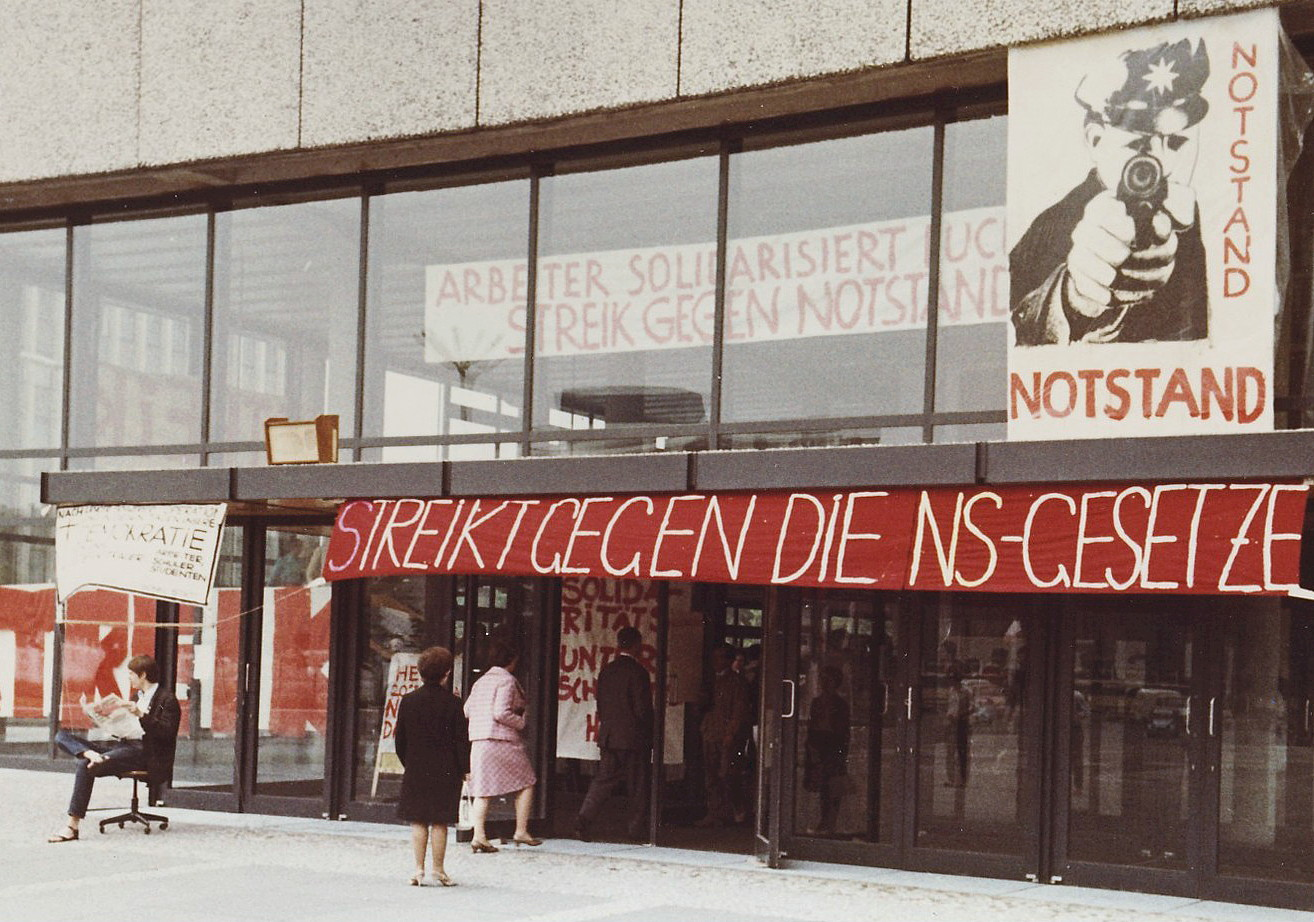
TU Berlin

Les mouvements sociaux de 1968 en Allemagne et Europe de l'Est surviennent à la suite de manifestations étudiantes contre la guerre du Viêt Nam. À l'est de l'Europe, dans les pays communistes (c'est-à-dire ceux dominés par l'URSS, sans liberté, sans élections, etc. et se fondant sur la « dictature du prolétariat »), ou à l'Ouest dans les pays sous influence américaine, les sociétés de consommation, là où les élections sont libres, il y a des raisons identiques au Mai 68 français, c'est-à-dire à la révolte d'abord étudiante et à l'aspiration au changement.

## Origine
En Allemagne, comme partout en Europe où sont suivis les mouvements de protestation aux États-Unis qui ont débuté en 1967, on retrouve l'influence de la guerre du Viêt Nam, cette lutte du peuple vietnamien contre « l'impérialisme américain » fait office de modèle. C'est le début de la démocratisation de la télévision en Europe, la guerre est suivie comme un feuilleton. Les « petits » Vietnamiens pauvres, pieds nus, vont-ils battre les grands et riches Américains et leur matériel ? Le peuple du tiers-monde va-t-il chasser les impérialistes ? L'Allemagne est largement dominée depuis la guerre par les États-Unis, les jeunes Allemands sont donc aisément poussés à manifester violemment contre les intérêts américains très présents en Allemagne (tels que l'armée, etc.). Ils se considèrent eux aussi confrontés à l'impérialisme américain.
Au-delà du Viêt Nam, il y a aussi la révolte contre le modèle allemand. Depuis la fin de la Seconde Guerre mondiale, l'Allemagne en ruine s'est concentrée sur sa reconstruction, le travail a  constitué l'essentiel des objectifs de la population et effectivement l'Allemagne est en 1968 le pays le plus puissant d'Europe, du point de vue économique et industriel. C'est un pays qui produit énormément de biens de consommation (comme les voitures, électroménagers, etc.) et où la société elle-même est tournée vers la consommation. La jeunesse aspire à autre chose, elle refuse ce modèle unique de consommation. Elle veut plus de libertés, comme la liberté des mœurs dans une société teintée d'une morale stricte, catholique ou protestante. L'aspiration à travailler moins, à rechercher des façons de vivre alternatives.
Il y a enfin le refus de l'hypocrisie[réf. nécessaire] et le conflit de génération. Les jeunes Allemands reprochent à leurs parents leur passé nazi, leur amnésie collective : de façon très résumée, ils (les parents) se sont précipités dans la reconstruction et l'expansion économique, comme ils s'étaient précipités dans les bras d'Hitler... Ils érigent leur société en modèle, alors qu'ils ont été tortionnaires, assassins collectifs...[réf. nécessaire] C'est un élément essentiel de la révolte qui se veut morale. A contrario, pour Die Tageszeitung, cette révolte n'a été en aucun cas, comme beaucoup le croyaient, « simplement un soulèvement courageux de la jeune génération contre l'oppression de l'ère nazie ». Dans la nouvelle gauche de 1966/67, la confrontation avec la période nazie passe au second plan, alors que le Vietnam et la lutte contre l'État passent au premier plan.
La situation est apparemment bien différente dans les pays de l'Est de l'Europe. Depuis 1945-1947, ils sont dominés par l'URSS. Ces dictatures communistes furent constituées à la suite de la libération de ces pays par l'armée russe, et étaient appuyées par les résistants aux nazis.
La jeunesse a les mêmes problèmes générationnels qu'à l'Ouest, vis-à-vis des parents qui ont vécu la guerre et contribuent à construire un modèle communiste depuis.

## Déroulement
Les tentatives de révolte en 1953 en Allemagne de l'Est et en 1956 en Hongrie se sont soldées par des échecs et de nombreuses victimes. Les Soviétiques prennent les événements très au sérieux et répriment les émeutes très violemment.
En 1967-1968, la Tchécoslovaquie engage néanmoins, sous l'influence du chef de gouvernement Alexander Dubček, une évolution vers le « socialisme à visage humain ».
Pour les Tchèques, il est vrai que les Russes font office d'Américains, on retrouve l'influence du Viêt Nam. Mais la révolte n'est pas violente, c'est une évolution vers plus de liberté économique et politique. Dubcek engage des réformes (comme la liberté d'entreprise), promet des élections. Toute la population le soutient, y compris les jeunes, surtout, qui aspirent à la même liberté qu'en Europe de l'Ouest.
En 1968, cela va se terminer par l'entrée massive des troupes soviétiques en Tchécoslovaquie et l'élimination des réformateurs (y compris Dubcek). Cependant ces idées triompheront 20 ans plus tard, dans toute l'Europe de l'Est et en Russie, avec l'effondrement du système communiste.
La différence avec la révolte des pays de l'Ouest est que celle des pays de l'Est était un mouvement axé sur le changement des structures politiques concrètes, existantes, pour plus de liberté, pour l'introduction du modèle occidental. La révolte de l'Est étant plutôt politique qu'idéologique peut donc être considérée comme plus « sérieuse », plus fondamentale. Lorsque d'un côté c'était la révolte contre l'autorité, de l'autre c'était une atteinte à des changements profonds. D'ailleurs cela se traduit par l'acte du jeune étudiant tchèque, Jan Palach, qui un an après l'échec de la révolte s'est immolé par le feu sur une place publique pour montrer son désespoir et le désespoir de son pays.

## Analyses
Norbert Frei dans son ouvrage 1968. Jugendrevolte und globaler Protest (2008) considère que le moteur de la rébellion a été en tous domaines une soif d’émancipation, des États-Unis jusqu’en Tchécoslovaquie et en Pologne. Il voit dans le 17 mai 1968, journée au cours de laquelle plus de soixante-dix mille étudiants ont pris part à la marche sur Bonn une tentative non de renverser les institutions, mais d’« empêcher le vote prévu de « lois d’urgence » qui apparaissaient comme une menace pour les libertés démocratiques. »
A contrario des analyses de Norbert Frei, Götz Aly dans son ouvrage Unser Kampf, (en français Notre combat), consacré aux mouvements étudiants de 1968, trace un parallèle entre le mouvement national-socialiste et celui des soixante-huitards : même jeunesse des protagonistes, même refus de l'autorité, ressemblance dans le vocabulaire (l'utilisation du mot Kampf, combat entre autres), même tendance à la radicalisation chez les nazis et chez les extrémistes de la bande à Baader, puis la Fraction armée rouge (Rote Armee Fraktion, RAF),. Selon Aly, aucune transformation sociale n’est sortie de cette « opposition » non seulement « extraparlementaire », mais aussi « antidémocratique ». Il présente une image sombre de ceux qui se considéraient comme moralement supérieurs à leurs parents rappelant que seulement vingt ans après la libération d'Auschwitz, ces étudiants ont osé comparer les États-Unis aux SA et aux SS minimisant ainsi leur propre passé.
Pour Die Tageszeitung, la « nouvelle vision distanciée » des années 2000 se concentre sur le fait que les mouvements étudiants à la fin des années 1960 ont beaucoup à voir avec des changements sociaux, tels que la transition d'une société de travail à une société de loisirs et le développement d'universités de masse. De ce point de vue, la révolte étudiante apparaîtrait davantage comme un accélérateur que comme la cause du changement des valeurs dans les années 1960. Par ailleurs, la gauche a accepté que la Fraction armée rouge était un sous-produit de « 1968 » et que la révolte a perdu de son éclat - tandis que certains à droite, comme Eberhard Diepgen, y trouvent quelque chose de positif.